# Dzień bilansowy
Dzień bilansowy – zgodnie z ustawą o rachunkowości z dnia 29 września 1994 r. dzień, na który jednostka sporządza sprawozdanie finansowe (najczęściej dniem tym jest 31 grudnia, gdy rok obrotowy pokrywa się z rokiem kalendarzowym).